# Abidjan
Abidjan er Elfenbenskystens største by med 4.980.000 (2016) indbyggere. Abidjan ligger ved Ebrié-lagunen ud mod Atlanterhavet, og byen var indtil 1984 Elfenbenskystens hovedstad, hvorefter Yamoussoukro overtog denne funktion. Abidjan er dog fortsat landets kommercielle og administrative centrum, ligesom byen er kulturelt centrum for det fransktalende Vestafrika, hvor den ofte omtales som Vestafrikas Paris.
Byen blev grundlagt i 1903 og var hovedstad i den franske koloniadministration for Elfenbenskysten fra 1934 til 1960, hvorefter den var hovedstad i det selvstændige Elfenbenskysten, indtil Yamoussoukro var klar til at overtage denne funktion i 1984.
I tilknytning til Abidjan ligger Elfenbenskystens største lufthavn Port Bouet Airport.
Den danske fodboldspiller Jores Okore stammer fra Abidjan.